# Hoàng Xương
Hoàng Xương (chữ Hán: 黄昌, ? - ?), tự Thánh Chân, người huyện Dư Diệu, quân Hội Kê, Dương Châu , quan viên nhà Đông Hán. Ông bị sử cũ xếp vào nhóm khốc lại .

## Cuộc đời và sự nghiệp
Xương xuất thân nghèo hèn, lại mồ côi; nhà gần trường công, nhiều lần thấy học trò hành lễ, ông ưa thích, nên theo Kinh học. Xương sớm hiểu pháp luật, ban đầu được làm Quyết tào ở quận . Thứ sử khảo hạch, gặp Xương, rất lấy làm kỳ, vời ông làm Tòng sự.
Sau đó Xương được bái làm Uyển (huyện) lệnh, thi hành chính sách nghiêm khắc, giỏi trừng trị trộm cướp. Có kẻ trộm lọng xe, Xương ban đầu không nói gì, sau đó ngầm sai thân tín đi giúp Môn hạ tặc tào tóm được tên trộm , bắt cả nhà hắn, giết sạch cùng lúc. Các họ lớn trong huyện run sợ, đều gọi Xương là “thần minh”.
Triều đình cất nhắc người có năng lực, Xương được thăng làm Thục quận thái thú. Tiền nhiệm thái thú Lý Căn vì tuổi cao nên bỏ bê công việc, tồn đọng nhiều án kiện. Khi Xương đến, quan dân kiện tụng có hơn 700 người, ông xử lý gọn ghẽ, không gì không xong. Xương ngầm bắt giữ một tên đầu sỏ trộm cướp, ép hắn khai ra những tên đầu sỏ ở các huyện khác, rồi chia người tóm gọn, không kẻ nào chạy thoát. Phường gian ác trong quận vì thế đều chạy sang nơi khác.
Xương ở đất Thục 4 năm thì trưng về triều, rồi được thăng làm Trần (quốc) tướng. Họ Bành ở huyện Trần quen thói phóng túng không kiêng dè, xây nhà lớn, dựng lầu cao; mỗi khi Xương ra ngoài, đàn bà nhà họ Bành trèo lên lầu nhìn xuống. Xương không vui, bèn ra sắc lệnh bắt cả nhà họ Bành vào ngục, làm án giết đi.
Xương được dời làm Hà Nội thái thú, lại được dời làm Dĩnh Xuyên thái thú. Năm Vĩnh Hòa thứ 5 (140), được trưng về triều, bái làm Tương tác đại tượng. Năm Hán An đầu tiên (142), được tiến bổ làm Đại tư nông, rồi bị giáng làm Thái trung đại phu, mất khi đang ở chức, không rõ khi nào.

## Gia đình
Khi xưa Xương làm thư tá ở Dương Châu, vợ ông về thăm nhà cha mẹ, bị giặc bắt mất, đem vào đất Thục rồi trở thành vợ người khác. Vì con trai gặp chuyện, bà đến gặp Thục quận thái thú – chính là Xương – khiếu kiện, ông ngờ rằng bà không phải người Thục, bèn hỏi căn do, bà đáp rằng: “Thiếp vốn là công nữ thứ của họ Đái ở Dư Diêu, Hội Kê. Thiếp về thăm nhà, bị giặc bắt đi, rồi đến nơi này.” Xương kinh ngạc, gọi đến trước mặt nói: “Làm sao ngươi chứng minh được là có quen biết Hoàng Xương?” bà đáp rằng: “Lòng bàn chân trái của Xương có chấm đen, thường tự nói sẽ được làm quan nhận lương bổng 2000 thạch.” Xương bèn mở lòng bàn chân cho xem, hai người nhìn nhau mà khóc, lại làm vợ chồng.